# 北上德富車站
北上德富站（日语：／ Kita Kamitoppu eki */?）是位於北海道樺戶郡新十津川町上德富，隸屬於日本國有鐵道（國鐵）札沼線，已廢除的鐵路車站。
「德富」來自阿伊努語的「tuk」，意思是隆起。

## 歷史
- 1956年（昭和31年）11月16日 - 開設北十德富站。開始旅客接待服務。
- 1972年（昭和47年）6月19日 - 札沼線新十津川至石狩沼田路段廢除，本車時同時廢站。

## 車站構造
於路軌往新十津川方向的左方（東側）設有側式月台1面1線的地面車站，而石狩沼田方向與北十號線利用平交道連接。

## 相鄰車站
日本國有鐵道
札沼線
上德富－北上德富－（南雨龍）－雨龍